# Ívar Bárðarson
Ívar Bárðarson (danés: Ivar Bårdsson; latinizado como Ivarus Barderi) fue un clérigo de Noruega que desde 1341 y durante 25 años actuó como representante de la iglesia católica (officialis episcopal) en la diócesis titular de Garðar en Groenlandia, a la espera de la ordenación de un nuevo obispo tras el fallecimiento de Árni que ocupó el obispado desde 1315 a 1347. 
Ívar fue asignado como cabeza de diócesis de Garðar por el obispo Hakon en Bergen, el 8 de agosto de 1341. Tras su regreso, se conocieron muchos detalles de la situación de la colonia escandinava en Groenlandia, cada vez más aislada y muy mermada en comunicaciones con el continente. La obra original de su informe escrito, Det gamle Grønlands beskrivelse,  no ha sobrevivido pero se conservan copias manuscritas posteriores, la mejor conservada del siglo XVII y clasificada como AM 777 a 4.º de la colección Safn Árna Magnússonar, propiedad de Instituto Arnamagnæan.
Según su informe, el Asentamiento Occidental ya había desaparecido totalmente como colonia en el siglo XIV y estaba habitada por algunos skrælings y ejemplares asilvestrados de ovejas, vacas y cabras.